# VOR: The Maelstrom
Pour les articles homonymes, voir VOR.
VOR: The Maelstrom est un jeu de figurines de science-fiction créé par Mike Nielsen et édité en 2000 par la firme américaine FASA Corporation. Il met aux prises des armées de dix à quarante figurines par camp (une figurine représente un soldat). Sa particularité est de proposer aux joueurs de créer leurs propres armées grâce à des règles simples (un manuel de création est prévu).

## Contexte
L'univers de VOR est le Maelstrom, anomalie cosmique qui piège des planètes dans une sorte de trou noir. Son origine serait un artefact Pharon mal utilisé, le Générateur Vorach (d'où le nom) ; il est possible qu'il soit devenu conscient et maléfique, prenant la forme d'un dieu du Mal.
Les corps célestes commencent par franchir le « Voile », étrange zone à la nature inconnue, que l'on franchit sans préavis et que l'on ne peut ensuite repasser - toutes les tentatives en ce sens ont été des échecs. Ils peuvent déjà subir toutes sortes d'avanies à ce moment : par exemple, la planète Vykas, patrie des Zykhees, a été fondue avec la colonie Grondeur de Denox, donnant un monde hybride. Puis ils descendent plus ou moins vite vers son cœur, la « Gueule » (The Maw), sorte de trou noir "chaud" qui les dévore après les avoir désintégrés par ses effets de marée. De fréquents cataclysmes se produisent aussi, comme les « tentacules » que la Gueule étend parfois et qui désintègrent des planètes entières. Dans l'intervalle, il est possible pour les races prisonnières de survivre sur les planètes et d'en conquérir d'autres pour tenir plus longtemps.
La principale activité de nombre de races, outre la survie, est de chercher à s'évader du Maelstrom. À ce jour, aucune ne semble avoir réussi de manière évidente.

## Factions
La Terre est avalée par le Maelstrom en 2102, avec la Lune. Les puissances en jeu sont alors :
- L'Union : l'US Army gonflée à bloc, avec drones, armures de combat et stations orbitales. L'Union réunit les États-Unis, le Canada et le Mexique, a supplanté l'ONU et défend l'Europe (l'Union européenne n'existe pas dans l'optique de l'auteur). Globalement démocratique.
- L'Empire Néo-Soviétique : cauchemar de tout anticommuniste, cet État est fondé sur le nationalisme « brun-rouge ». La société « communisante » (en fait une dictature déguisée) y est asservie par une armée monstrueuse qui fait grand usage de NBC et de mutants peu ragoûtants.
- Les Growlers (Grondeurs) : race emblématique du jeu, ces hybrides de dinosaure et de gorille sont la sauvagerie incarnée. Ils mangent beaucoup, se reproduisent vite, s'adaptent facilement et frappent très fort. Leur manuel propose quatre grandes lignées : les Razorbacks, type de base ; les Whitetusks, intelligents et gracieux ; les Bluefangs, poussahs à la masse adipeuse redoutable ; et les Fireguts, véritables volcans ambulants (leur digestion se fait par combustion). On peut facilement en créer d'autres, comme on peut le voir sur le blog ci-dessous.
- Les Zykhees : race de grands hermaphrodites à la peau bleue, aux bras doublement articulés (deux coudes), de mœurs nocturnes. Les Zykhees ont failli s'autodétruire dans une guerre civile et s'en sont sortis en bâtissant une société où les mystiques serviteurs du Feu de Bael mènent les paysans, les artisans et les ordres guerriers. Leur arme de prédilection est le bâton Vikoon, arme modulable de haute technologie qui leur est ce qu'un katana est à un samouraï. Ennemis mortels des Grondeurs.
- Les Pharons : race véritablement horrifique (l'auteur de leur manuel ne recule devant rien...) de momies extra-terrestres. Les Pharons sont grands, se vêtent avec goût, à la mode égyptienne, et ne cachent rien de leur décrépitude. Ils emploient des armes basées sur des principes physiques et magiques avancés, et se protègent derrière des lignes d'esclaves vivants et morts (ils préfèrent les morts, qui n'ont besoin de rien et ne se plaignent pas). Leur nourriture est exclusivement composée des fluides corporels des êtres vivants, qu'ils prélèvent avec de grosses seringues. Ils seraient les créateurs du Maelstrom, qu'ils ont divinisé et qui les a ressuscités, et des cousins des Shards. Enfin, ils se croient chargés d'anéantir toute vie dans l'univers, mission sacrée qui leur aurait été donnée par le Maelstrom. Le pire est qu'ils ont jadis été bons, et que certains des leurs auraient « civilisé » les Égyptiens, en accord avec la théorie des Anciens Astronautes.
- Les Shards (« esquilles » en anglais) : race supérieure d'esprits qui se sont incarnés dans des corps de cristal pour échapper à l'attraction de la Gueule. Ils se reproduisent en mêlant des fragments de leurs esprits. Le nouveau-né passe alors par une phase pédagogique, puis s'incarne, apprend ses capacités, et prend ses fonctions (généralement guerrières depuis l'entrée dans le Maelstrom). S'il vit assez vieux, il deviendra Axion, un être de très grand pouvoir et aux connaissances immenses. Les Shards sont censés être bons, mais leur incarnation forcée les rend fous de rage envers les « carbonites » et surtout les Pharons qui seraient leurs cousins.
- Les Golems : ces êtres massifs et froids vêtus d'armures n'ont qu'une idée, réduire l'univers en esclavage. Ils capturent donc des peuples et cherchent de nouvelles sources d'énergie. Ce sont des êtres symbiotiques, un parasite pilotant une énorme carcasse dénuée de cerveau.
- Les Cerus : anciens esclaves des Golems, ces petits êtres musclés, à la peau bleue et aux locks impeccables, vivent en nomades indomptables. Leur liberté et leurs motos antigravs sont tout à leurs yeux.
- Les Mashers (to mash = incruster) : ces hommes des cavernes ont un jour découvert qu'ils pouvaient se greffer par incrustation (mashing) des objets technologiques et les alimenter avec leur potentiel électrique naturel. Leur rang social est donc déterminé par leurs greffes et la façon dont ils s'en servent. Quant à leurs vaisseaux, ce sont des engins qu'ils ont pris à une race machinique de rencontre, et ils les entretiennent très mal. À noter : ils ne savent pas comment on fait les enfants... C'est dire leur bêtise.

## Aperçu du système
Les règles permettent à chaque joueur de créer rapidement l'armée qu'il souhaite en fonction des figurines dont il dispose. On peut ainsi importer des armées d'autres jeux de SF, mais aussi des forces contemporaines, médiévales, antiques, napoléoniennes... ou complètement délirantes. La seule contrainte est l'échelle (et encore, on peut imaginer des armées de lilliputiens ou de géants).
Le système de jeu est basé sur le D10 ; sur le principe des MP (Movement points, points de mouvement, en fait points d'action) qu'il faut dépenser pour courir, tirer, utiliser des pouvoirs ; et sur une activation alternée des unités, un commandant brillant ayant la ressource de « court-circuiter » son adversaire pour agir plus vite à chaque tour, et ainsi lui user ses troupes avant la riposte.
À noter la présence (rare dans les jeux de combat) d'une caractéristique Intelligence (Brightness) qui sert surtout pour et contre les pouvoirs psis, et pour certains cas précis où le bon comportement d'une figurine n'est pas garanti.
Une figurine anonyme peut en cours de campagne recevoir un nom, gagner en puissance, subir des blessures et monter en grade. Chaque race a son mode de progression : divination pour les Zykhees, intrigues politiques pour les Néo-Soviets, promotion pour les Américains, combat des chefs pour les Grondeurs...
De même chaque force (c'est-à-dire l'armée d'un joueur, par opposition aux autres armées de la même race jouées par d'autres joueurs) peut gagner en puissance par des points de Stratégie, de Tactique, de Chance, de Moral, de Ressources... et d'autres selon sa nature, devenant ainsi graduellement un véritable corps d'élite.

## Gamme
Chacune des cinq premières races susdites a son Forcebook. Un livret de campagne, Razorfang's Exodus, propose une campagne en Sibérie autour de la traque du pire des chefs de meute Grondeurs.

## Actualité 2010-2011
L'auteur Mike Nielsen cherche à rééditer le jeu. La nouvelle version du jeu se déroule dix ans plus tard et induit des évolutions dans la storyline. Un forum officiel a été créé.
La nouvelle édition est lancée en souscription depuis le 15 novembre 2010.